# Kyūshū K10W
Il Kyūshū K10W (?), precedentemente Watanabe K10W, indicato anche come Aereo da addestramento intermedio per la Marina Tipo 2 (二式陸上中間練習機?) in base ad altra convenzione di identificazione e Oak (Quercia) nel sistema di identificazione alleato per il teatro operativo del Pacifico sud-orientale, fu un aereo da addestramento biposto, monomotore e monoplano ad ala bassa, sviluppato dall'azienda aeronautica giapponese Watanabe Tekkōsho KK e prodotto, oltre che dalla stessa, dalla Kyūshū Hikōki che le successe nei primi anni quaranta.
Derivato direttamente dallo statunitense North American NA-16, del quale manteneva sostanzialmente l'aspetto discostandosene per alcuni particolari e per la motorizzazione di produzione nazionale, venne adottato dalle scuole di volo del Servizio aeronautico della Marina imperiale giapponese (Dai-Nippon Teikoku Kaigun Kōkū Hombu) andando a sostituire il precedente biplano Yokosuka K5Y e rimanendo in servizio fino al termine della seconda guerra mondiale.

## Storia del progetto
Nel 1937 la Mitsubishi Jūkōgyō KK decise di acquistare dalla statunitense North American Aviation Inc due esemplari degli addestratori avanzati NA-16, modello già in servizio nella United States Army Air Corps (USAAC), in previsione di proporlo come alternativa ai modelli utilizzati nelle scuole di volo militari nazionali. I due velivoli si differenziavano tra loro per la versione richiesta, il primo, consegnato nel settembre 1937, era un NA-16-4R, equipaggiato con un motore Pratt & Whitney R-985, un radiale 9 cilindri raffreddato ad aria da 450 hp (335 kW), abbinato a un'elica tripala, il secondo, consegnato tre mesi più tardi, motorizzato Wright R-975, dalla medesima architettura e potenza disponibile, ma che trasmetteva il moto a un'elica bipala.
Ottenuto il consenso da parte della Marina imperiale, i due esemplari vennero avviati ad una serie di prove di valutazione identificandoli con la designazione "lunga" Aereo da addestramento intermedio sperimentale per la Marina Tipo A, più specificatamente indicando il primo con la designazione "corta" KXA1 e il secondo KXA2. Ritenute le sue prestazioni soddisfacenti, avendo la Marina espresso l'intenzione di dotare le proprie scuole di volo della versione NA-16-4R vennero avviate trattative per l'acquisizione di una licenza di produzione tramite una società intermediaria. Una volta ottenuta, venne emessa la specifica 14-Shi che prevedeva una variante derivata dal progetto di concezione nazionale, assegnando il compito di sviluppo e successiva produzione alla Watanabe Tekkōsho.
Il prototipo, completato nel 1941 e indicato con la designazione "corta" K10W, si differenziava dal progetto originale per il diverso disegno dell'elemento verticale dell'impennaggio e per l'adozione di una motorizzazione di produzione nazionale, il Nakajima Kotobuki, a sua volta sviluppo del britannico Bristol Jupiter che manteneva l'architettura 9 cilindri a singola stella dei motori statunitensi. Le successive e positive prove di volo confermarono la volontà di avviare la produzione in serie del modello che, a seconda della convenzione venne indicato K10W1 e Aereo da addestramento intermedio per la Marina Tipo 2.
Dopo il primo lotto di 26 esemplari realizzati dalla Watanabe, ordine completamente evaso nel novembre 1942, i vertici della Marina imperiale ordinarono all'azienda di trasferire progetti e relativi macchinari atti alla produzione alla Nippon Hikōki, la quale tra il febbraio 1943 e marzo 1944 realizzò altri 150 esemplari.

## Utilizzatori
Giappone
- Dai-Nippon Teikoku Kaigun Kōkū Hombu

### Annotazioni
1. ↑  Benché le fonti attestino che la Kyūshū Hikōki successe alla Watanabe Tekkōsho nel 1943, mentre Francillon sostiene che il primo lotto costruito dalla Watanabe fosse stato completamente evaso nel novembre 1942, la bibliografia di settore accosta comunque, si presume convenzionalmente, la designazione K10W alla Kyūshū.

### Fonti
1. ↑  Francillon 1970, p. 507.
2. 1 2  Hagedorn 1997, p. 35.
3. 1 2 3 4  Francillon 1970, p. 506.
4. ↑  Hagedorn 1997, p. 34.